# IGN
IGN — розважальний вебсайт, який розповідає про відеоігри, фільми, музику й інші елементи масової культури. Головний сайт компанії має кілька вебсторінок чи «каналів», кожен з яких охоплює певну область розваг. Канал, присвячений відеоіграм, охоплює відеоігри для Wii, Nintendo DS, Nintendo DSi, Nintendo 3DS, iPhone, Xbox 360, PlayStation 2, PlayStation 3, PSP, Xbox Live, Wireless, Retro та Android.
Материнською компанією сайту є IGN Entertainment, яка є власником таких сайтів як: GameSpy, GameStats, VE3D, TeamXbox, Vault Network, FilePlanet та AskMen.

## Історія

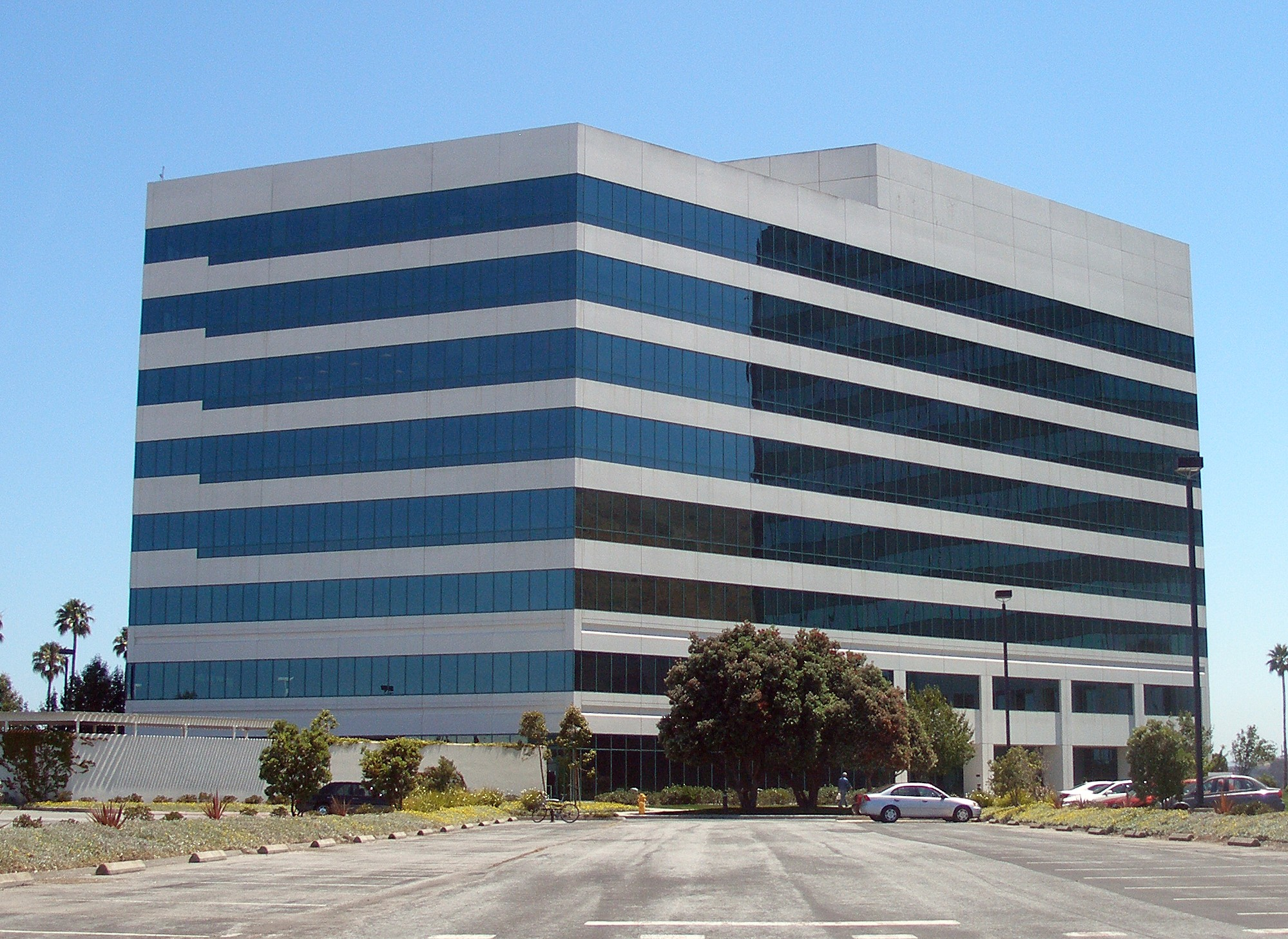
Колишня штаб-квартира IGN Entertainment у Брисбені, штат Каліфорнія

Створена у вересні 1996 року як Imagine Games Network, IGN була заснована виконавчим редактором Джонатаном Сімпсон-Бінтом і розпочиналась як п'ять окремих вебсайтів у межах Imagine Publishing: N64.com (пізніше перейменований на ign64.com), PSXPower, Saturnworld, Next-Generation.com і Ultra Game Players Online. У 1998 році окремі сайти були об'єднані у мережу як система «каналів» під маркою IGN. Next-Generation і Ultra Game Players Online не були частиною цього об'єднання; U.G.P.O. розчинилась зі зникненням журналу і Next-Generation була поставлена під контроль, коли Imagine вирішила сконцентруватись на запуску короткотривалого бренду Daily Radar. Потім компанія-засновник Snowball.com провела IPO у 2000 році, який згодом увінчався загальноринковою тенденцією лускання Дот-ком бульбашки.
У липні 2005 року IGN заявила про 24,000,000 унікальних відвідувачів на місяць, та 4.8 млн зареєстрованих користувачів у всіх відділах цього сайту. IGN входить до числа топ-200 найбільш відвідуваних вебсайтів згідно з Alexa. У вересні 2005 року IGN була придбана мультимедійною бізнес-імперією News Corporation Руперта Мердока за 650 млн. $. Нині вебсайт IGN містить категорії, які включають музичну, кіно- і теле- тематику.
У жовтні 2017 IGN придбав сервіс цифрової дистрибуції та видавництва відеоігор Humble Bundle.

## Регіональні версії
Всього існує 27 версій вебсайту різними мовами. На території Росії, України, Білорусі, Казахстану та Вірменії діє російськомовна версія.